# 観武ヶ原
観武ヶ原（みたけがはら）は、現在の岩手県盛岡市の青山・みたけ・月が丘、及び滝沢市滝沢地区にあたる地域に広がっていた原野。後世に観武野（みたけの）とも。

## 名称
大正天皇が皇太子時代に、練兵場を観閲した折に命名したと言われている。またそれ以前に、岩手山が眼前に見えることから、「御嶽（みたけ）」と呼ばれていたものを改めたという。

## 概要
岩手山の火山灰層にあり、工兵隊、騎兵隊の駐留によって長らく「練兵場」としての歴史を歩んだ。
現在の青山地区にある「森永乳業盛岡工場」「盛岡市立厨川中学校」「盛岡市立青山小学校」「盛岡市立青山公園」「国立病院機構盛岡医療センター」「岩手県警察学校」の一画がその中枢であった。
戦時中の要所を基礎にこれら建造物が置かれたため、広大な敷地を要する機関が集中している。
上堂から青山へ到る直線道路は、両側に桜を植えたことから通称「桜並木」と呼ばれるが、騎兵旅団へ通じることから「旅団道路」とも呼ばれていた。
各所に戦時中の歴史を物語る「燕飛行隊発祥の地」「大元帥陛下御野立所聖蹟」「盛岡陸軍予備士官学校跡」などの石碑のほか、「お手植え」の木がある。
財)岩手県青少年会館(社)岩手県青少年育成県民会議の主催で、毎年「観武ヶ原まつり」が開かれている。

## 特徴
岩手国体を機に計画的な都市整備がなされたため、碁盤目状に整然と区画されているのが特徴である。
また開拓当時、防風林として「カラマツ」を植えたことから、これが特徴的であったが、のちに歩道整備などによって多くが伐採され、一部を残すに留まっている。

## 歴史
前九年の役古戦場に程近く、関連する伝承が残されている。
江戸時代は近郊に「茨島野（ばらじまの）」（盛岡市厨川）と呼ばれる盛岡藩の御狩場・演習場があった。
戦後、食糧基地としての整備の必要から、「観武ヶ原開拓農業協同組合」が組織され、開墾が進められた。
後世、「観武」と称する清酒が「近三酒造」によって製造販売されていた。

## 主な施設
- 岩手県営体育館
- 岩手県営スケート場
- 岩手県営総合運動公園
- 岩手県営武道館
- 旧騎兵第三旅団覆練兵場

## アクセスなど
- 青山駅（IGRいわて銀河鉄道）